# 양주역 버스환승정류장
양주역 버스환승정류장은 경기도 양주시에 위치한 버스환승정류장이다. 길이는 56 m로 기존에 있던 정류장의 혼잡이 많았다. 앙주역에서 출발하는 버스는 양주시청사거리에서 (백석, 광적), (고읍, 삼숭, 포천), (덕계, 덕정, 동두천)으로 구간이 나눠지기 때문에 구별되어 정류장이 설치되었다.
양주교통 버스는 양주역에서 회차하며 전철시간에 맞춰 정류장에서 5분 정도 대기하다 출발한다.

## 1번홈
(광적, 백석, 파주)방면
- ● 35번: 민락2지구 - 파주 법원리
- ● 133번: 홍죽리 차고지 - 수유역
- ● 77번: 양주교통차고지 - 덕계역 - 양주역

(따복버스)
- ● 365-1번: 홍죽산업단지 - 양주역(평일운행)
- ● 701번: 경동대학교 - 양주역(평일운행)

(마을버스)
- ● 15-1번: 양주역 - 백석 - 장흥 - 지축역(일부시간 구파발역 종점)
- ● 3-3번: 양주역 - 도하2리
- ● 3-3B번: 양주역 - 은현면사무소
- ● 3-5번: 양주역 - 남면, 비룡성당
- ● 3-6번: 양주역 - 백석 꿈나무도서관 - 남면
- ● 3-7번: 양주역 - 백석 꿈나무도서관 - 남면
- ● 50번: 홍죽리 - 양주역
- ● 51번: 파주 비암리 - 연곡리 - 양주역
- ● 77-1번: 자이7단지 - 양주역 - 백석고

## 2번홈
(고읍, 삼숭, 포천)
경기도의 시내버스
- ● 7번: 자이7단지 - 노원구청
- ● 30-2번: 경동대 - 양주역
- ● 62번: 대진대 -양주역
- ● 80번: 65사단 - 덕정역 - 덕계 - 고읍 - 양주역
- ● 81번: 양주역 -고읍, 옥정 - 충성아파트
- ● 81-1번: 양주역 → 고읍 → 세창아파트 (편도노선)
- ● 82번: 자이7단지 - 양주역
- ● 83번: 양주역 - 고읍, 삼숭 - 양주교통본사
- ● 90번: 회암사지박물관 - 양주역

(마을버스)
- ● 2-4번: 어하마을(자이단지) - 동화아파트
- ● 77-1번: 자이7단지 - 양주역 - 백석고

## 3번홈
(덕계, 덕정, 동두천)
- ● 25-1번: 경기도교육청 북부청사  - 덕정역 - 적성터미널
- ● 31번: 봉양동종점 - 의정부역
- ● 36번: 소요산역 - 양주역 - 수유역
- ● 39번: 전곡 - 도봉산역 광역환승센터
- ● 701번: 경동대 - 샘내 - 양주역
- ● 77번: 양주교통차고지 - 덕계역 - 양주역

- ● A7100번 : (전곡)동두천 ↔ 인천국제공항